# Summit County (Colorado)
Summit County is een county in de Amerikaanse staat Colorado.
De county heeft een landoppervlakte van 1.575 km² en telt 23.548 inwoners (volkstelling 2000). De hoofdplaats is Breckenridge.

## Bevolkingsontwikkeling

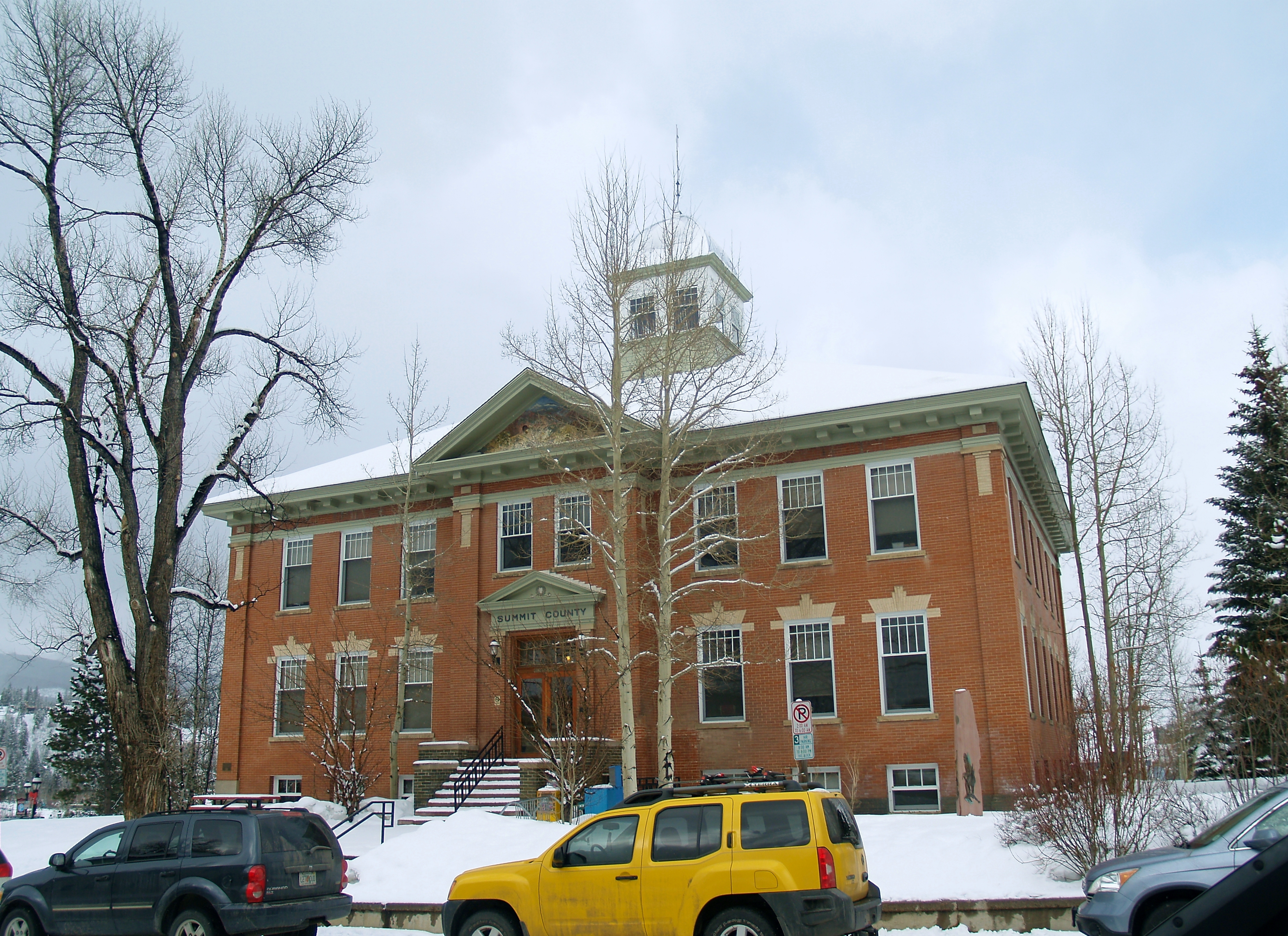
Summit County Courthouse